# Batalla de Santa Clara
La batalla de Santa Clara fue una serie de eventos a finales de diciembre de 1958 que condujeron a la captura de la ciudad cubana de Santa Clara por los revolucionarios bajo el mando del comandante Che Guevara. La victoria fue decisiva en la lucha de los revolucionarios contra el régimen del sargento Fulgencio Batista. Aunque el triunfo del Ejército Rebelde fue atribuido por los castristas al papel de Fidel Castro en Oriente, muchos expertos consideran que la Revolución triunfó en Santa Clara, y que gracias a la toma de esa ciudad por el Che, el régimen de Batista cayó definitivamente. Fidel Castro se mantuvo en la retaguardia mientras las columnas invasoras avanzaban liberando pueblos y ciudades. Doce horas después de la captura de la ciudad, Batista huyó de Cuba y Fidel Castro anunció la victoria avanzando libremente por toda Cuba en la caravana de la victoria, y llega definitivamente a La Habana el 8 de enero de 1959.

## Ataque a la ciudad

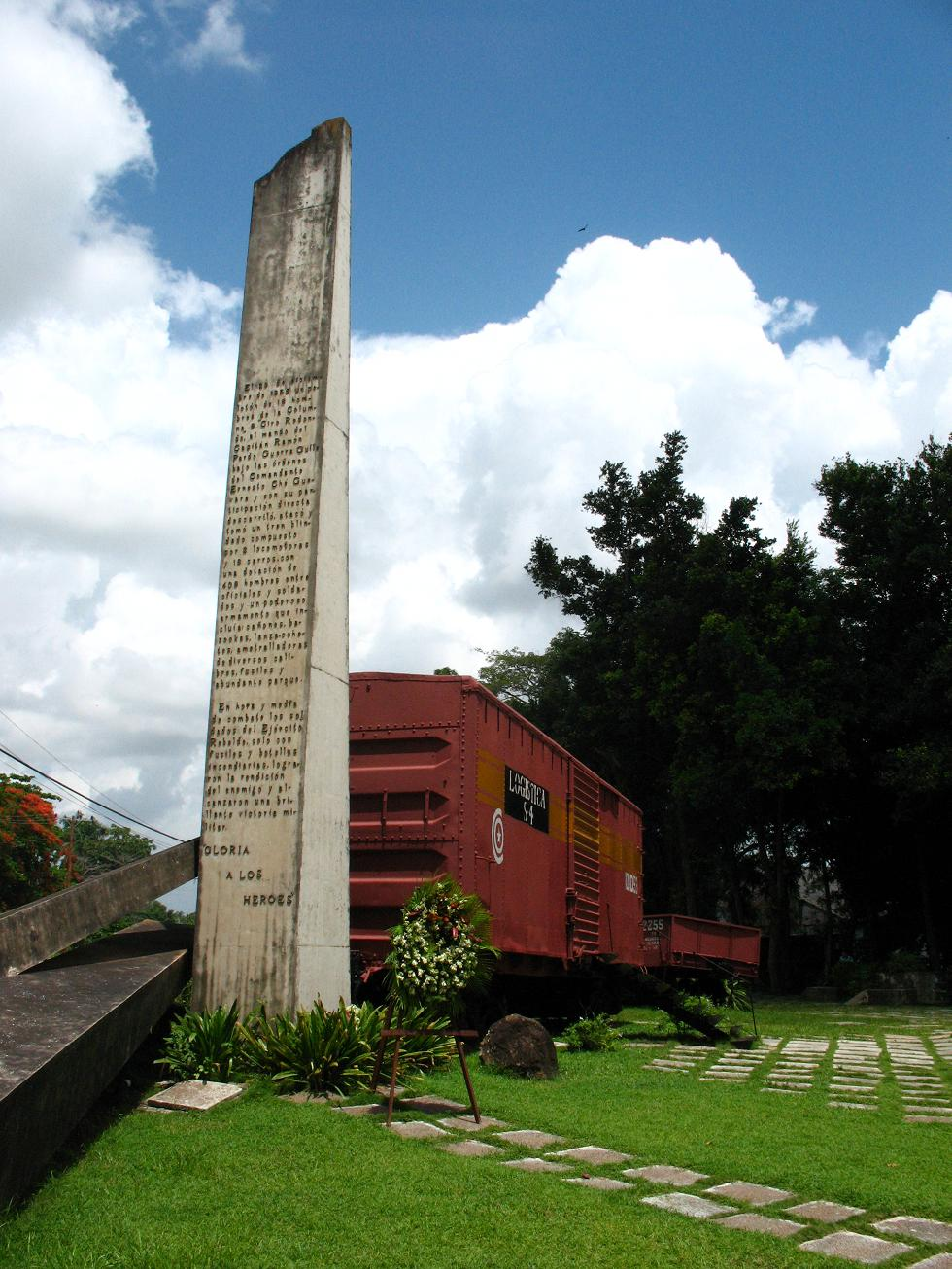
Monumento a la batalla de Santa Clara

El 13 de diciembre de 1958, en una entrevista realizada al Comandante Ernesto Che Guevara por la estación de radio 6BF del Ejército Rebelde, este manifiesta que el régimen de Fulgencio Batista se encuentra al borde de un colapso inevitable debido a la gran magnitud de las fuerzas rebeldes.
En dicha entrevista, el Che, dando respuesta a una de las preguntas, hace una comparación entre la situación que tenía en Las Villas en esos momentos y la situación que tenían inicialmente en la Sierra Maestra, manifestando que en Las Villas estaban situados en una posición de vital importancia debido a que se encontraban muy cerca de las principales ciudades y de la Carretera Central, además de que era más fácil recibir ayuda del llano.
Ya para esa fecha el Ejército Rebelde necesitaba dejar incomunicado el Occidente del Oriente de Cuba, y el Che jugó un papel fundamental porque a su 8.ª columna Ciro Redondo, la dirección revolucionaria le había encomendado la difícil misión de la toma de la ciudad de Santa Clara. Con esto se obtenía el control de toda la provincia de Las Villas y todos los traslados de tropas enemigas hacia Oriente tenían que hacerse por vía aérea, para lo cual harían falta una considerable cantidad de aviones, de los cuales el régimen no disponía. Además aumentaría considerablemente la credibilidad del Ejército Rebelde y aumentaría su prestigio a nivel nacional e internacional. La ciudad contaba con una gran guarnición, tanques, morteros y buen armamento en general, además del apoyo de la aviación.
El 15 de diciembre, los hombres de la columna comandada por el Che cortaron el puente de Falcón y tomaron el poblado de Fomento tras un pequeño combate, donde resultó herido un combatiente rebelde. Esa misma noche quedó fuera de servicio el puente sobre el río Calabazar, con lo cual se impedía el posible paso del tren blindado hacia Oriente. El camino estaba listo para la batalla, pero el Che esperaría el momento y el lugar oportuno para comenzar el ataque. Estimaba que era necesario un mes de lucha, para la toma de la ciudad de Santa Clara.
El ejército ocupaba posiciones estratégicas en la ciudad. Estaba concentrado en los edificios más sólidos, por lo que los puntos de resistencia eran bastante fuertes, asegurando de esta forma el dominio. Los rebeldes controlaban la comunicación terrestre en la zona y contaban aproximadamente con 400 hombres con escaso armamento. No fue hasta que se captura el tren blindado que se pudo armar bien la tropa, incluyendo al Caballete de Casas, reserva de la 8.ª columna rebelde que reforzó las tropas.
Los hombres del pelotón rebelde al mando de Alfonso Zayas, "Guile", y gran parte de la vanguardia atacan la loma del Capiro, donde se encontraba atrincherado parte del enemigo. Mientras tanto, los pelotones rebeldes del capitán Roberto Rodríguez Fernández "Vaquerito", Acevedo y Alberto Fernández Montes de Oca avanzan hacia el centro de la ciudad. El primero ataca la estación de policía; el segundo, la cárcel y la Audiencia y el último, el Gran Hotel (Cloris). Por el sur de la ciudad avanzan las fuerzas del Directorio Revolucionario 13 de marzo y el pelotón de Miguel Álvarez para atacar al Escuadrón n.º 31 y al Cuartel de los Caballitos.
Las fuerzas de Víctor Bordón por el oeste, después de tomar Sagua, se retiran nuevamente debido a fuerzas superiores que llegan desde Santa Clara. No obstante la carretera central queda obstruida para impedir la llegada de refuerzos desde Matanzas.
El 29 de diciembre, después de haber desalojado de la Loma de Capiro al enemigo, este se retira hacia el tren blindado que descarrila debido a que los rebeldes habían destruido las líneas ferroviarias y, después de un intenso combate, es obligado a rendirse. El gobierno provincial es asediado por los combatientes de Zayas conjuntamente con el cierre de las calles para inmovilizar la infantería enemiga, aislar los puntos de resistencia e impedir la llegada de nuevos refuerzos.

## Consecuencias

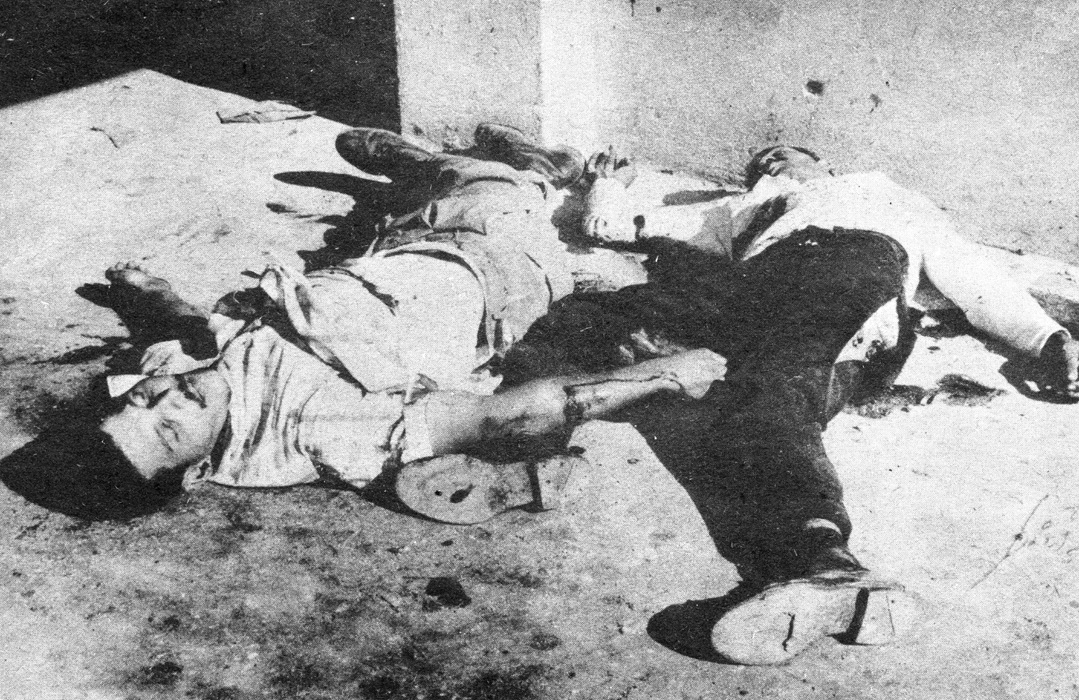
Fusilamientos en Santa Clara.

Tras quedar aislada la estación de policía y el Regimiento, puntos más fuertes de resistencia enemiga, los demás puntos de la ciudad se fueron rindiendo consecutivamente. Solamente quedaba resistencia en la Audiencia y el Gran Hotel pero, en la mañana del 1 de enero, se rindieron, al igual que el aeropuerto, a pesar de que este no fue atacado. Los rebeldes se posicionan en la Universidad Central de las Villas el edificio de obras públicas, el hospital y la Clínica “Centro” Médico.
Finalmente se daban todas las condiciones creadas para sitiar el regimiento. El Che Guevara personalmente sostiene una conversación con el Coronel Hernández, quien se encontraba al mando del Regimiento, proponiéndole rendición incondicional o los rebeldes tomarían el cuartel al precio que fuera necesario. El Coronel, luego de reunirse con su Estado Mayor, decide la rendición y manifiesta su confianza en el honor de la dirección revolucionaria.
El Che Guevara ordenó las ejecuciones sin previo juicio del coronel Cornelio Rojas y comandante Alejandro Garda Olayon. El Jefe militar de la provincia de Las Villas, Joaquín Casillas es apresado y ejecutado extrajudicialmente. La acción de Santa Clara fue decisiva para el triunfo definitivo de la Revolución cubana, y el inicio del gobierno de Fidel Castro.